# Ronde van Nederland 1991
De 31e editie van de Ronde van Nederland ging op 12 augustus 1991 van start in Dordrecht. Na 5 etappes werd op 17 augustus in Gulpen gefinisht. De ronde werd gewonnen door Frans Maassen.

## Eindklassement
Frans Maassen werd winnaar van het eindklassement van de Ronde van Nederland van 1991 met een voorsprong van 6 seconden op Olaf Ludwig. De beste Belg was Eric Vanderaerden met een 6e plaats.
| Rang | Renner            | Land       | Tijd       |
| ---- | ----------------- | ---------- | ---------- |
| 1    | Frans Maassen     | Nederland  | 20u 38'13" |
| 2    | Olaf Ludwig       | Duitsland  | + 0'06"    |
| 3    | Eddy Schurer      | Nederland  | + 0'36"    |
| 4    | Thierry Marie     | Frankrijk  | + 1'17"    |
| 5    | Jesper Skibby     | Denemarken | + 1'17"    |
| 6    | Eric Vanderaerden | België     | + 1'27"    |
| 7    | Tom Cordes        | Nederland  | + 1'30"    |
| 8    | Dmitri Zjdanov    | Rusland    | + 1'48"    |
| 9    | Jelle Nijdam      | Nederland  | + 2'01"    |
| 10   | Allan Peiper      | Australië  | + 2'06"    |

## Etappe-overzicht
| Etappe  | Van - naar               | Km       | Etappewinnaar       |
| ------- | ------------------------ | -------- | ------------------- |
| Proloog | Dordrecht                | 5,6      | Jelle Nijdam        |
| 1       | Nieuwegein - Haaksbergen | 193      | Olaf Ludwig         |
| 2a      | Haaksbergen - Raalte     | 100      | Wiebren Veenstra    |
| 2b      | Raalte                   | 43 (ITT) | Frans Maassen       |
| 3       | Arnhem - Tilburg         | 187      | Gerard Veldscholten |
| 4       | Tilburg - Heythuysen     | 181      | Adrie van der Poel  |
| 5       | Heythuysen - Gulpen      | 169      | Eddy Schurer        |

1948 · 1949 · 1950 · 1951 · 1952 · 1953 · 1954 · 1955 · 1956 · 1957 · 1958 · 1959 · 1960 · 1961 · 1962 · 1963 · 1964 · 1965 · 1966 · 1967 · 1968 · 1969 · 1970 · 1971 · 1972 · 1973 · 1974 · 1975 · 1976 · 1977 · 1978 · 1979 · 1980 · 1981 · 1982 · 1983 · 1984 · 1985 · 1986 · 1987 · 1988 · 1989 · 1990 · 1991 · 1992 · 1993 · 1994 · 1995 · 1996 · 1997 · 1998 · 1999 · 2000 · 2001 · 2002 · 2003 · 2004 · 2005 · 2006 · 2007 · 2008 · 2009 · 2010 · 2011 · 2012 · 2013 · 2014 · 2015 · 2016 · 2017 · 2018 · 2019 · 2020 · 2021 · 2022 · 2023 · 2024